# Nova Centauri 2013
Nova Centauri 2013 (inne nazwy: V1369 Cen, PNV J13544700-5909080) – jasna gwiazda nowa w gwiazdozbiorze Centaura. Została odkryta 2 grudnia 2013 r. przez Johna Seacha (Australia). Miała wtedy jasność obserwowaną 5,5m. Maksimum (3,3m) osiągnęła 14 grudnia 2013, stając się najjaśniejszą nową od początku XXI wieku.